# Schloss Goldenstein
Schloss Goldenstein är ett slott i Österrike.   Det ligger i distriktet Salzburg-Umgebung och förbundslandet Salzburg, i den centrala delen av landet, 250 km väster om huvudstaden Wien. Schloss Goldenstein ligger 434 meter över havet.
Terrängen runt Schloss Goldenstein är varierad. Runt Schloss Goldenstein är det ganska tätbefolkat, med 83 invånare per kvadratkilometer.. Närmaste större samhälle är Salzburg, 5,3 km nordväst om Schloss Goldenstein. 
I omgivningarna runt Schloss Goldenstein växer i huvudsak blandskog.